# Dzierżno Duże
Dzierżno Duże – zbiornik poeksploatacyjny utworzony w 1964 roku w środkowej części doliny Kłodnicy przez zalanie dwóch wyrobisk popiaskowych o podobnej głębokości maksymalnej (do 20 metrów) oddzielonych rozmytą obecnie groblą. Zbiornik jest położony na terytorium Gliwic, Pyskowic i gminy Rudziniec, w zachodniej części województwa śląskiego na lewym brzegu Kanału Gliwickiego.
Zbiornik powstał w wyrobisku po zakończonej eksploatacji piasków podsadzkowych i wprowadzeniu do niej wód rzeki Kłodnicy w 1964 roku. Powierzchnia zbiornika wynosi 516 ha.
Nazwa zbiornika pochodzi od Dzierżna, dzielnicy Pyskowic. Zbiornik również jest nazywany Jeziorem Rzeczyckim. W pobliżu zbiornika znajduje się drugi, mniejszy zbiornik wodny Dzierżno Małe.

## Informacje ogólne
Zbiornik zasilany jest w głównej mierze silnie zanieczyszczonymi wodami Kłodnicy za pośrednictwem trzystopniowej kaskady wlotowej. Niewielki procent dopływu powierzchniowego stanowią niewykorzystane przez żeglugę wody z piątej sekcji Kanału Gliwickiego okresowo dopływające do zbiornika za pośrednictwem jazu segmentowo-klapowego wybudowanego w wale północnym oraz wody niewielkich – okresowo płynących – potoków (Rzeczyckiego i Kleszczowskiego) zasilających zbiornik od strony południowej – ich koryta nie są zabudowane. Odprowadzanie wody ze zbiornika do Kanału Gliwickiego (Kłodnica i Kanał Gliwicki na odcinku Dzierżno – Pławniowice posiadają wspólne koryto), odbywa się przez urządzenia zrzutowo-upustowe zlokalizowane na 300 metrowej długości przekopie łączącym zbiornik z Kanałem Gliwickim. Od strony południowej i wschodniej misa zbiornika posiada charakter "naturalny", od zachodu czaszę zbiornika ogranicza zapora ziemna, a od północy wybudowano tzw. wał północny.

## Parametry morfometryczne
Podstawowe dane morfometryczne zbiornika Dzierżno Duże są następujące: minimalny poziom piętrzenia – 194,50 m n.p.m., normalny poziom piętrzenia: 202,50 m n.p.m., maksymalny poziom piętrzenia – 203,50 m n.p.m., pojemność martwa (przy minimalnym poziomie piętrzenia) – 40,5 hm³, pojemność użytkowa (przy normalnym poziomie piętrzenia) – 47,5 hm³, rezerwa powodziowa (przy maksymalnym poziomie piętrzenia) – 6,0 hm³, pojemność całkowita (przy maksymalnym poziomie piętrzenia) – 93,5 hm³, powierzchnia zbiornika przy normalnym poziomie piętrzenia – 6,15 km², długość zbiornika – 5,8 km; szerokość maksymalna zbiornika – 1,5 km, średnia szerokość – 1,0 km, głębokość maksymalna – 20 m, długość linii brzegowej – 15,7 km, wskaźnik kształtu misy zbiornika – 0,78.

## Funkcje zbiornika
Zbiornik spełnia ważne funkcje przyrodnicze i krajobrazowe (m.in. jako regionalnej rangi ostoja ptactwa wodnego), a ponadto służy poprawie warunków żeglugowych na Kanale Gliwickim, oczyszcza wody silnie zanieczyszczonej Kłodnicy przez pełnienie roli „naturalnego” osadnika, zapewnia przepływ nienaruszalny, pełni zadania przeciwpowodziowe. W przeszłości posiadał znaczenie dla rolnictwa i hodowli, a współcześnie jest traktowany również jako miejsce nieformalnego odłowu drobnych skorupiaków służących produkcji pokarmu dla ryb akwariowych. Charakter gospodarki wodnej w obrębie zbiornika Dzierżno Duże powoduje, iż cechuje się on wahaniami stanów wody dochodzącymi do 9 metrów.

## Ichtiofauna
W Dzierżnie Dużym występują następujące gatunki ryb: karaś, karp, leszcz, lin, okoń, płoć, szczupak.

## Jakość wód
Według Wojewódzkiego Inspektoratu Ochrony Środowiska jakość wód w zbiorniku zależna jest od jakościowego i ilościowego stanu rzeki Kłodnicy, która bezpośrednio go zasila. Odnotowano również przypadki, kiedy to zbiornik stawał się źródłem wtórnego zanieczyszczania wody. Na rok 2020 jakość wód zostały ocenione jako pozaklasowe.

Z początkiem sierpnia 2024r. odkryto niepokojące zmiany w wodach Dzierżna Dużego oraz IV sekcji Kanału Gliwickiego. Na skutek wykrycia dużej ilości śniętych ryb oraz podejrzeń o zakwit złotej algi rozporządzeniem porządkowym Wojewody Śląskiego z dn. 05.08.2024r. wydano zakaz korzystania z wód zbiornika oraz sekcji IV Kanału Gliwickiego w km od 21+570 do 30+890 (od śluzy Dzierżno do śluzy Rudziniec), który kolejno przedłużono do dnia 26 sierpnia 2024r. Do 16 sierpnia odłowiono ze zbiornika kilkadziesiąt ton martwych ryb. 3 sierpnia 2024r. po potwierdzeniu występowania śnięcia ryb do działań kryzysowych, mających na celu zminimalizowanie skutków zdarzeń przystąpili pracownicy Państwowego Gospodarstwa Wodnego Wody Polskie w Gliwicach, do których dołączyli: Państwowa Straż Pożarna, Państwowa Straż Rybacka, PZW, wędkarze, Wojska Obrony Terytorialnej, wolontariusze. Na miejscu czynnościom mającym doprowadzić do zatrzymania wymierania zbiornika poddali się w większości społecznie wędkarze Koła PZW nr 29 Dzierżno Duże oraz zaprzyjaźnione im koła z innych części regionu i kraju. Do pracy przy powstrzymaniu katastrofy ekologicznej przystąpili także inspektorzy WIOŚ w Katowicach, WIW w Katowicach oraz Policja. Dla pracujących przy wyławianiu śniętych ryb wolontariuszy i służb zorganizowano społeczne zbiórki żywności i materiałów potrzebnych do realizacji działań. Organizatorami zbiórek na terenie Knurowa i Taciszowa byli Harcerze Klubu Specjalnościowego "Macha", na terenie Gliwic zarząd Rady Dzielnicy "Śródmieście" z Gliwic, a na terenie Pyskowic członkowie projektu Stacja Pyskowice.

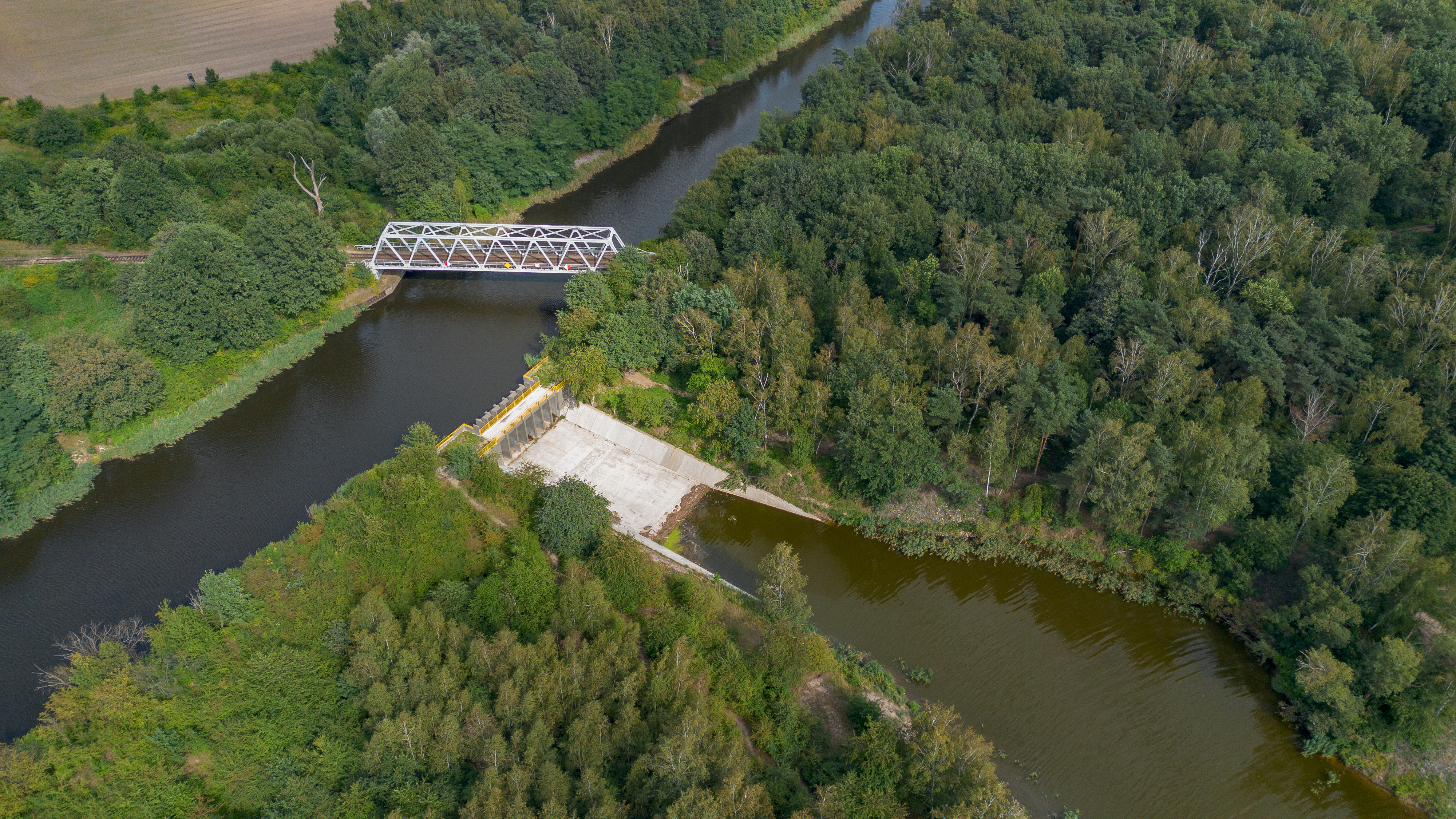
Widok na Kanał Gliwicki (po lewej) i Dzierżno Duże (po prawej), sierpień 2024r.
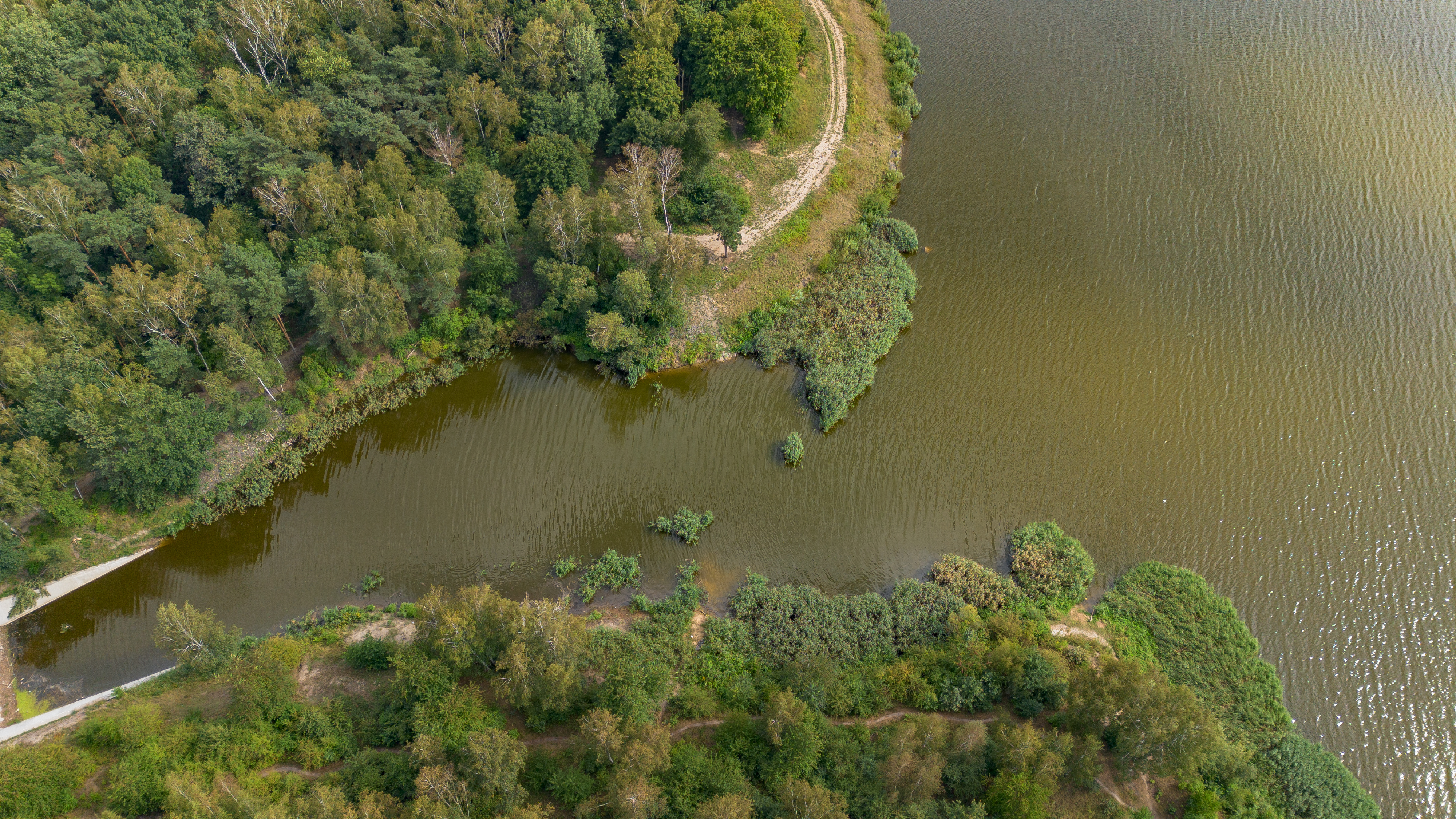
Dzierżno Duże, sierpień 2024r.
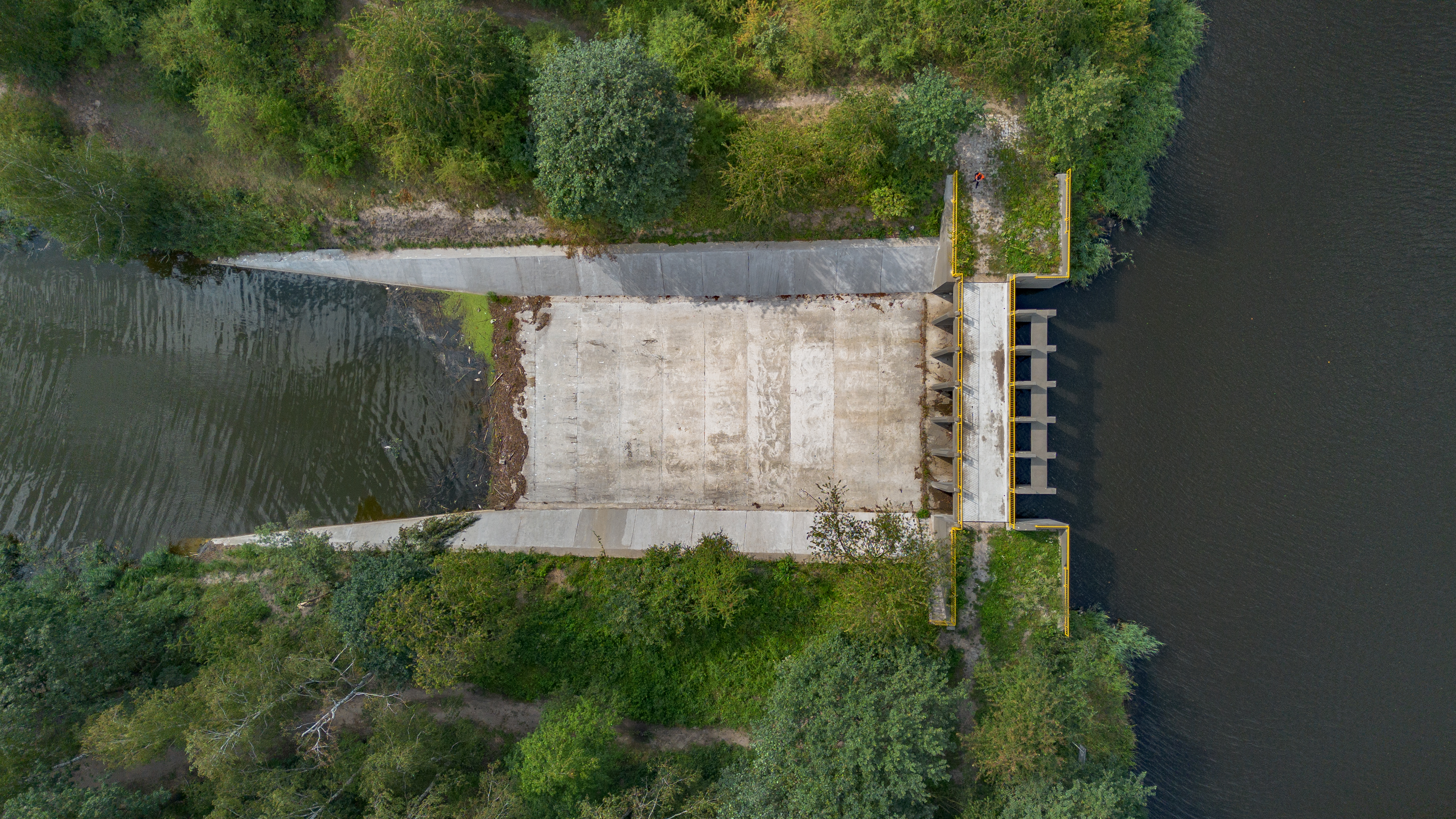
Jaz nr 5 pomiędzy Kanałem Gliwickim, a Dzierżnem Dużym. Sierpień 2024r.
Panorama zbiornika Dzierżno Duże.
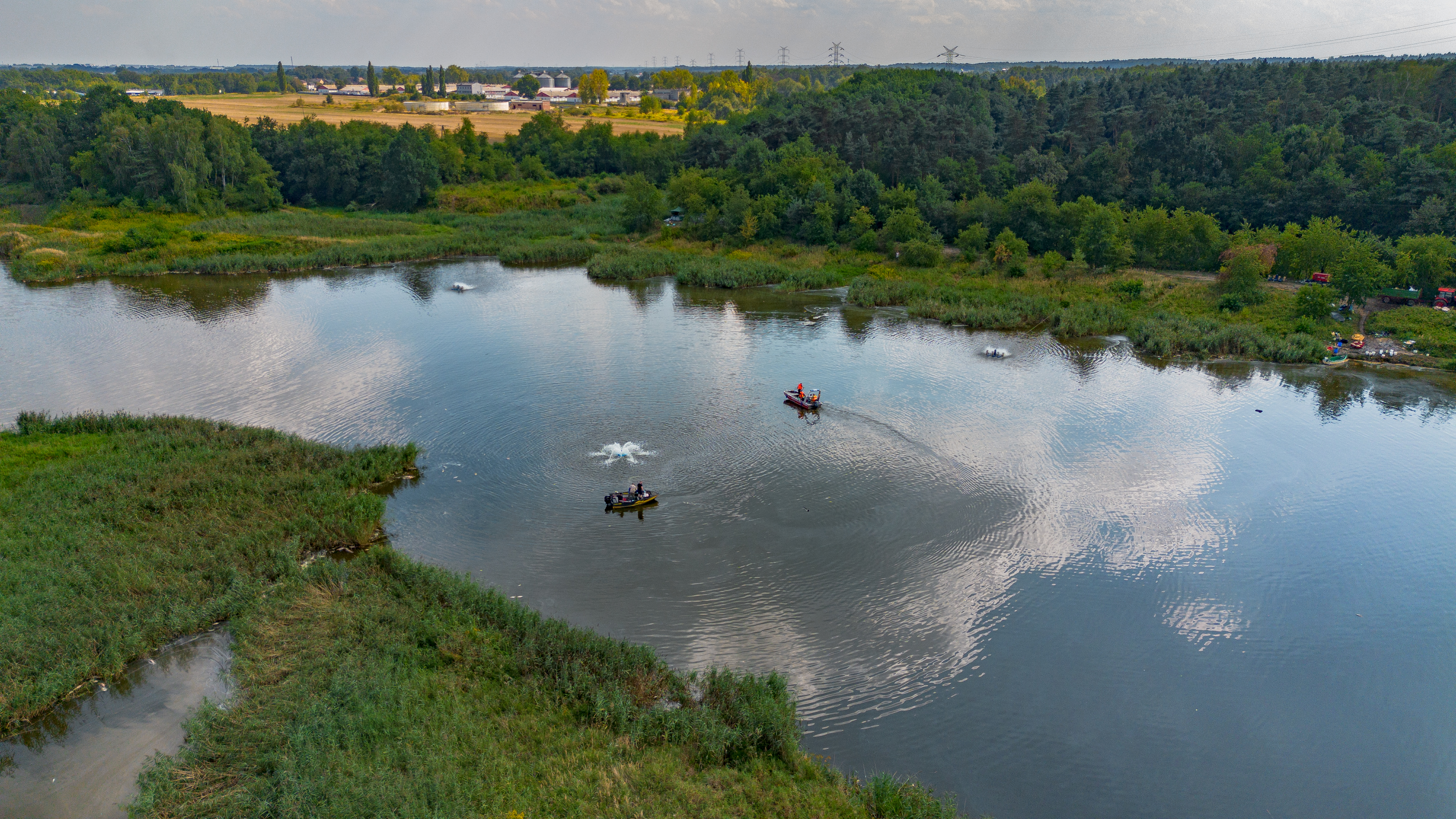
Katastrofa ekologiczna na zbiorniku Dzierżno Duże - akcja wyławiania śniętych ryb i oczyszczania wody ze złotej algi.
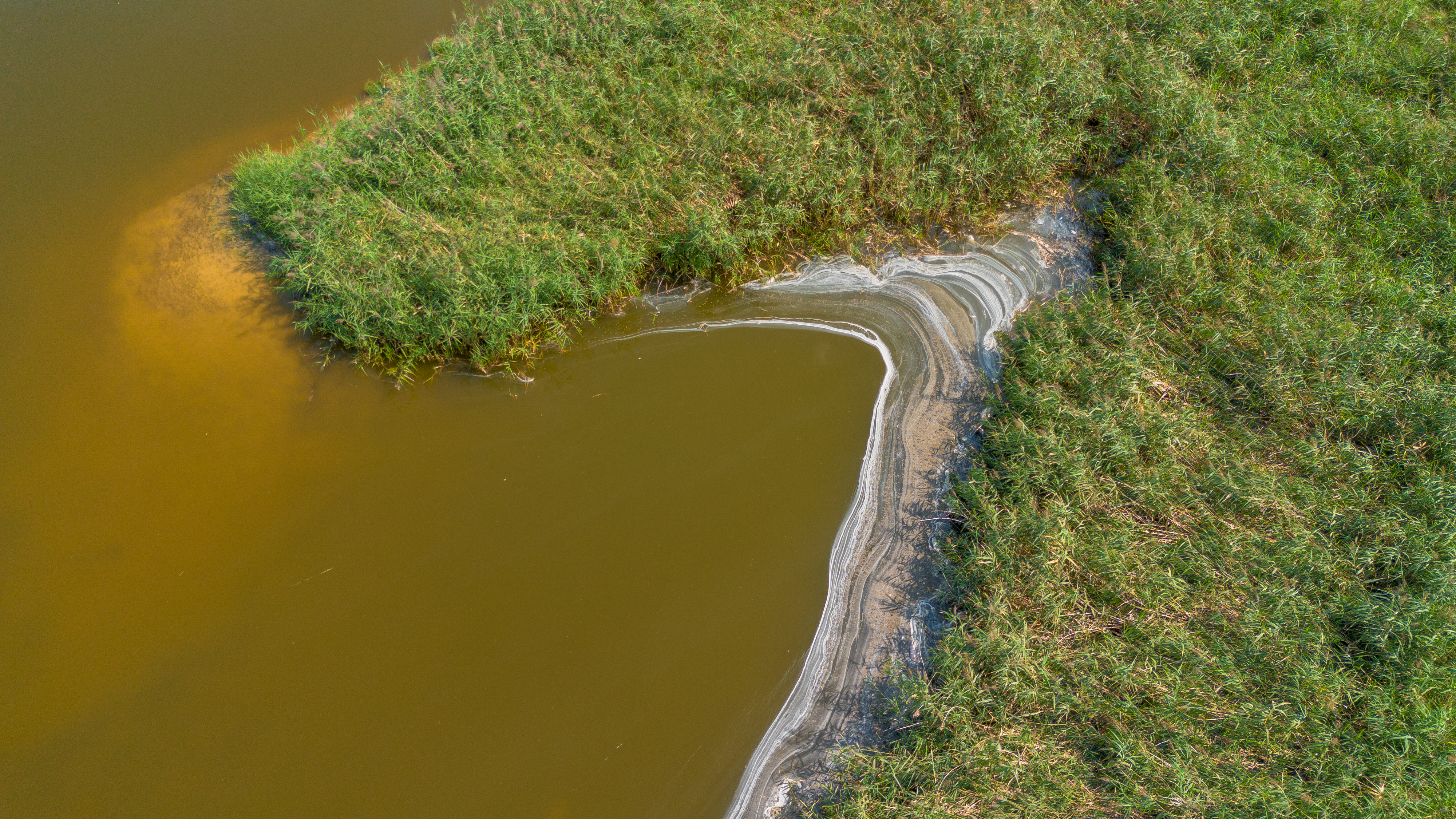
Katastrofa ekologiczna na zbiorniku Dzierżno Duże - zanieczyszczone wody.
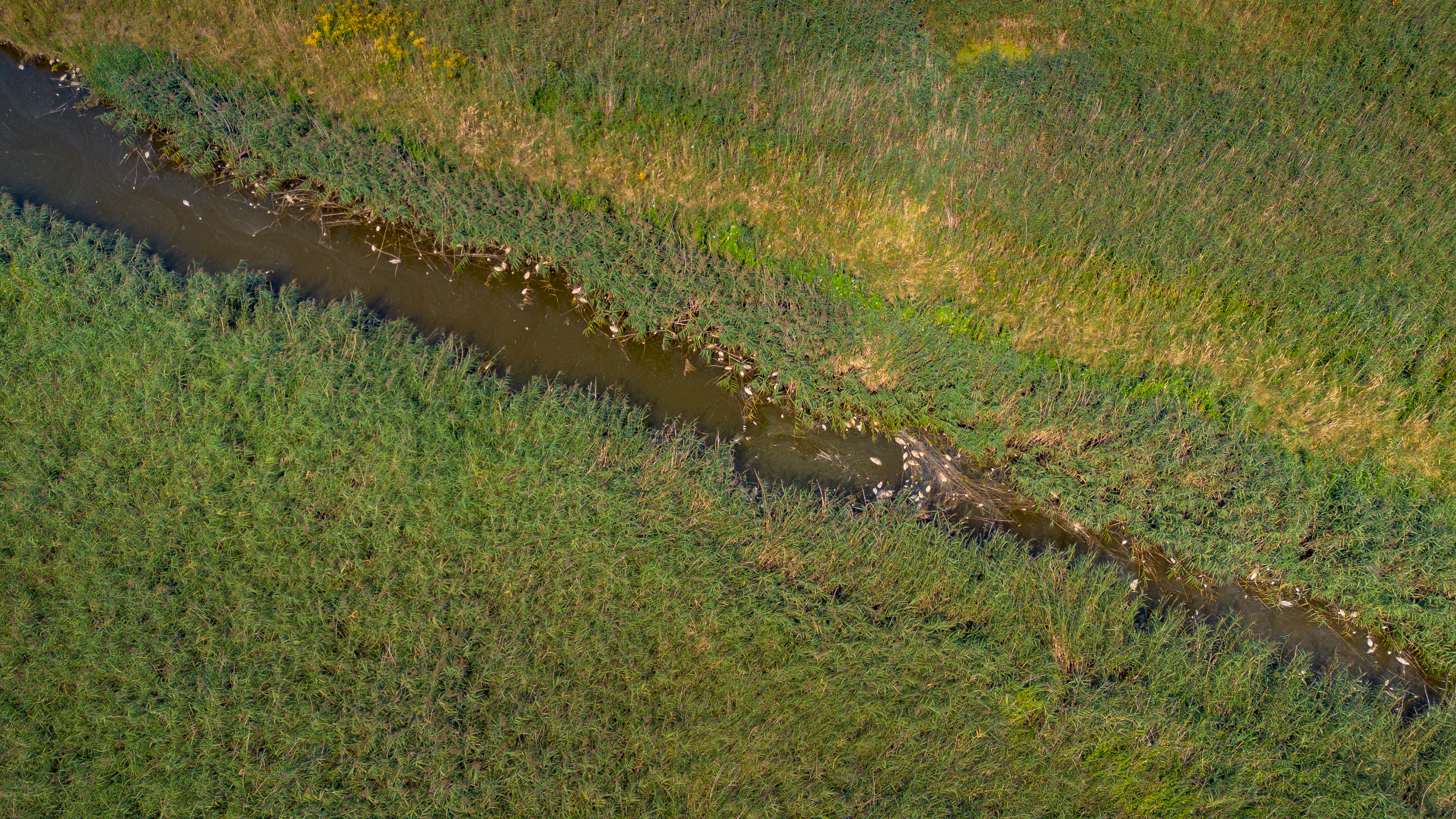
Katastrofa ekologiczna na zbiorniku Dzierżno Duże - śnięte ryby na "stawikach" Dzierżna Dużego.
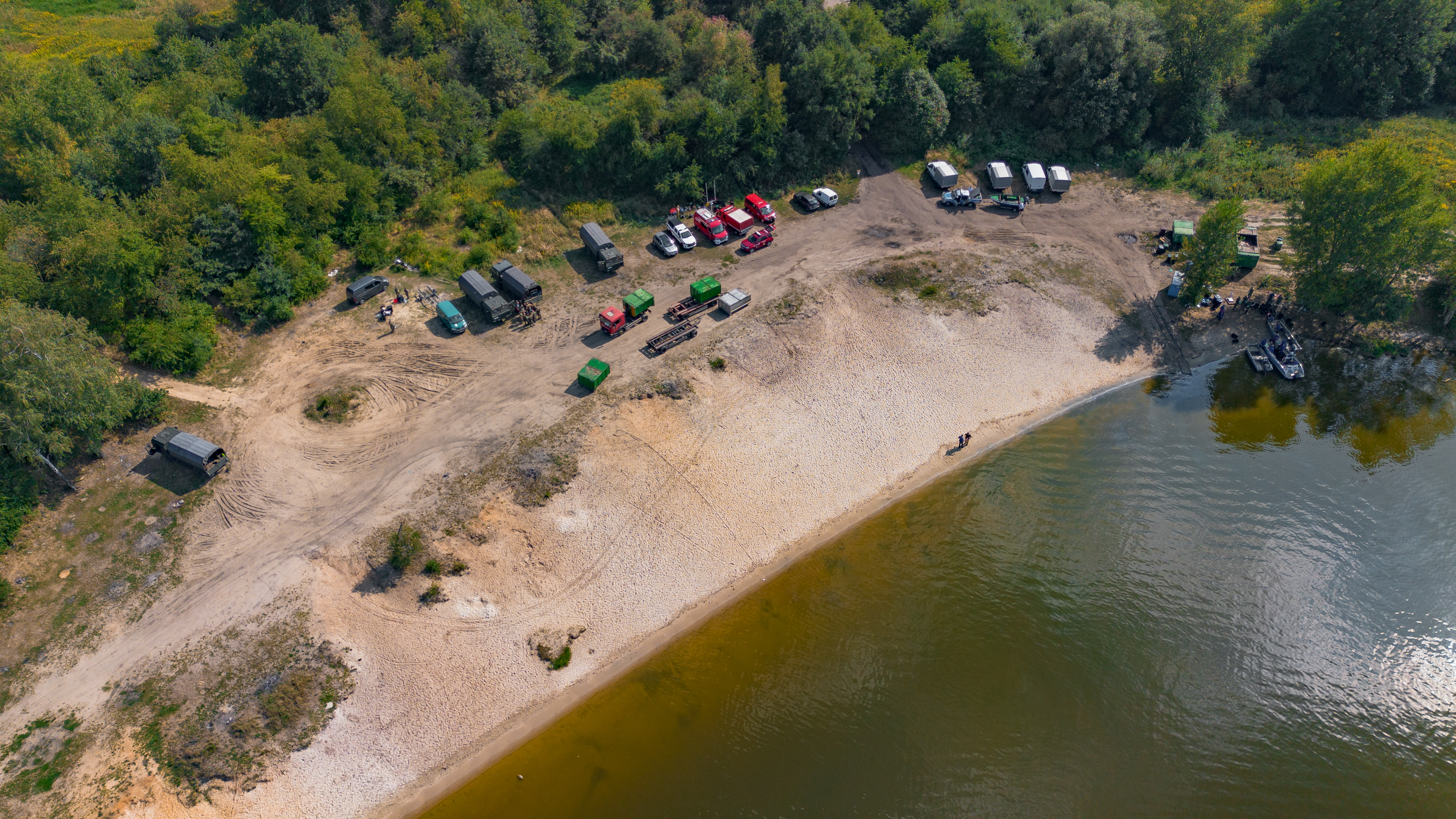
Katastrofa ekologiczna na zbiorniku Dzierżno Duże - akcja wyławiania śniętych ryb i oczyszczania wody ze złotej algi.
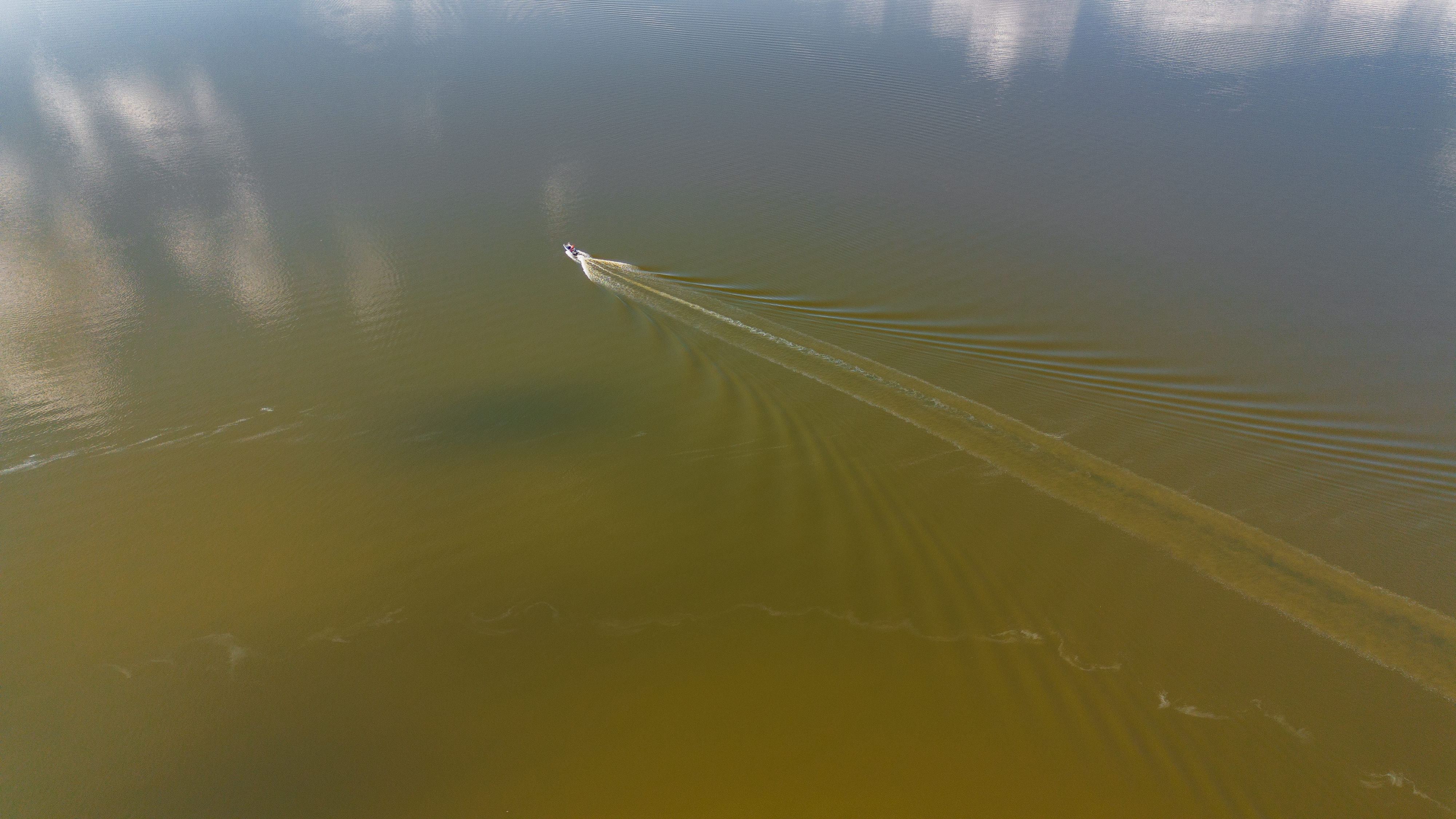
Katastrofa ekologiczna na zbiorniku Dzierżno Duże - akcja wyławiania śniętych ryb i oczyszczania wody ze złotej algi.